# 前583年
| 千纪： | 前1千纪 |
| 世纪： | 前7世纪 \| 前6世纪 \| 前5世纪 |
| 年代： | 前610年代 \| 前600年代 \| 前590年代 \| 前580年代 \| 前570年代 \| 前560年代 \| 前550年代                                                                                                |
| 年份： | 前588年 \| 前587年 \| 前586年 \| 前585年 \| 前584年 \| 前583年 \| 前582年 \| 前581年 \| 前580年 \| 前579年 \| 前578年                                                                  |
| 纪年： | 周简王三年 魯成公八年 齐顷公十六年 晉景公十七年 秦桓公二十一年 宋共公六年 楚共王八年 衛定公六年 陈成公十六年 蔡景侯九年 曹宣公十二年 郑成公二年 燕昭公四年 吴王寿梦三年 杞桓公五十四年 |

## 大事記
- 晉國下宮之難，屠岸賈、欒氏（欒書）、郤氏（郤錡）誣陷趙同、趙括謀反，一起被害。韓厥為了報答趙朔之恩，向晉景公推薦趙莊姬與趙朔的兒子趙武承襲趙氏家族。

## 逝世
- 趙括，春秋時期 趙衰的兒子，趙盾、趙同的弟弟，趙嬰齊的哥哥，母為趙姬。
- 趙同，趙衰與趙姬的兒子，趙盾的弟弟，趙括、趙嬰齊的哥哥。
- 瑣羅亞斯德，瑣羅亞斯德教創始人。